# 近藤憲二
近藤 憲二（こんどう けんじ、1895年2月22日 - 1969年8月6日）は、大正・昭和期の無政府主義者。

## 生涯

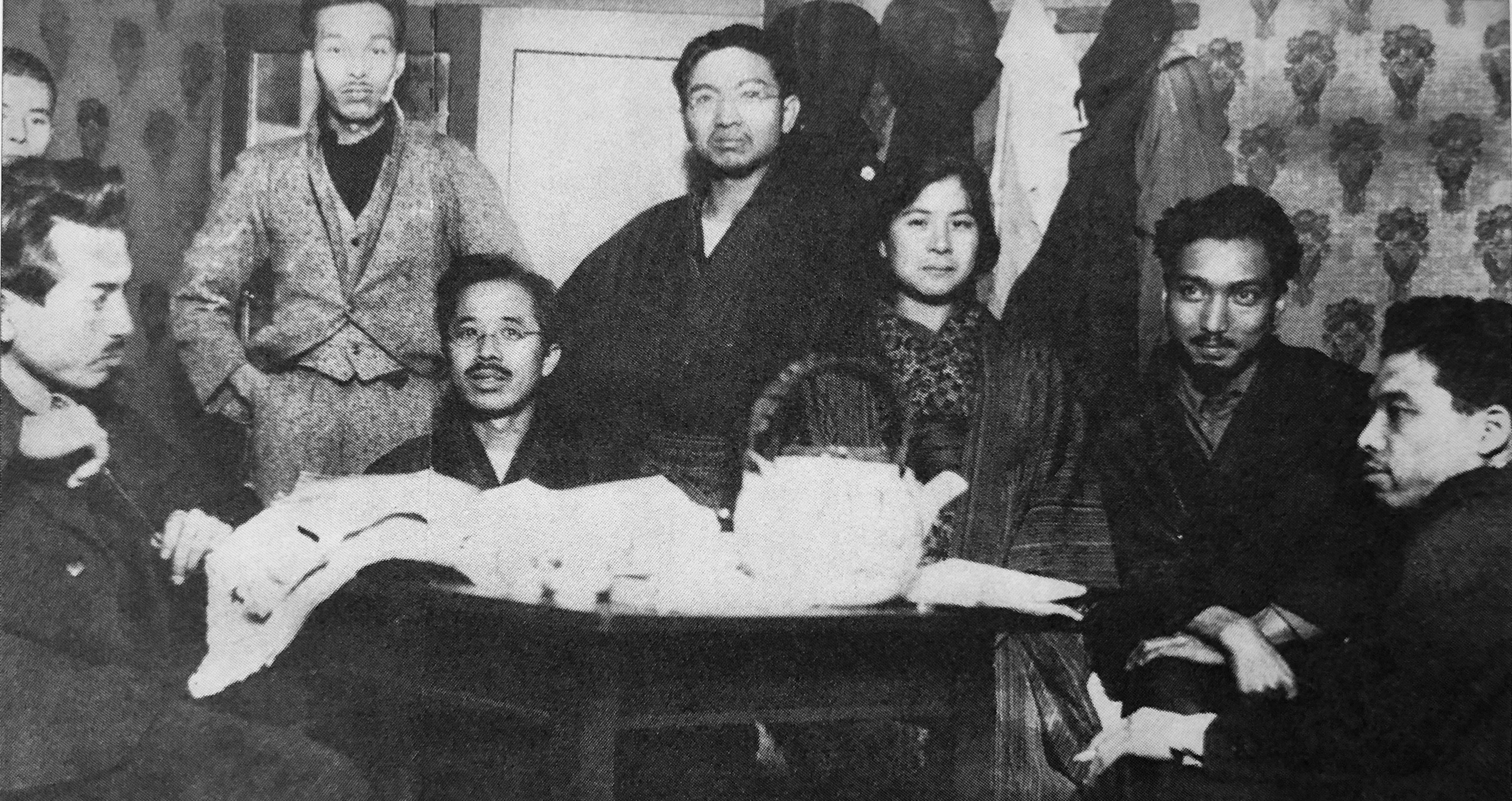
左から中村還一、近藤憲二、竹内一郎、岩佐作太郎、高津正道、伊藤野枝、大杉栄、近藤栄蔵。1921年1月11日撮影。

1895年2月22日、兵庫県氷上郡前山村に生まれる。兵庫県立柏原中学を卒業後、上京して早大政経科に入学。在学中の1914年、大杉栄の論文集『生の闘争』に感動し、大久保に大杉を訪ね同志に加わる。バクーニン主義をとる。1916年、荒畑寒村と『労組』を、続いて『青服』（囚人服の意）を発行する。1919年、大杉の『労働運動』同人となる。1920年、「日本社会主義同盟」準備会発起人となる。1921年、第2回メーデーで警察隊と激突、市ヶ谷刑務所に下獄。1923年、大杉の計画する全国アナキスト同盟結成を手伝い関西・九州をオルグにまわる。
大杉虐殺後は第4次『労働運動』を興し、大杉と伊藤野枝の5人の遺児へ金銭的な支援を続ける（うち長男ネストル（栄と改名。読みは「えい」）は1924年8月15日に死去。1923年8月9日生まれだった）。1926年1月、「黒連」に加わる。1927年1月、古川時雄らと第5次『労働運動』を雑誌形で発行。
1928年3月、大杉の妹あやめと結婚するが、あやめは1年あまり後30歳で病死。あやめは米国ポートランドでレストランを経営する橘惣三郎の妻だったが、甘粕事件に巻き込まれて一人息子の宗一を失ったのをきっかけに1926年に単身帰国し、近藤と交際、追ってきた夫と別れ話がこじれて剃刀で斬りつけられるという事件を経ての結婚だった。夫は殺人未遂で起訴され、懲役1年半の判決を受けた。 
1932年9月、『黒旗の下に』発行を助ける。1938年、堺真柄と再婚。
1946年2月、日本アナキスト連盟を結成し事務局代表となる。
1969年8月6日、死去、74歳。

## 人物
- 天草四郎のような長髪の美少年だったが[3]警官隊との乱闘のたびに髪を引きずり回されるので自分でバリカンを持って坊主頭にした。
- 大杉と共闘するうち近藤も吃るようになった。
- 奈良漬一切れでも真っ赤になるほどで酒は飲めなかった。
- 飯は2人前は食い、刑務所でもインニ（1合2勺）のモッソウ飯では足りず、掛け合ってインゴ（1合5勺）にさせた。
- 褚遂良の書と漢詩を愛し、風格のある字を書いた。
- 口癖は「人間はやれるうちにやっておかないとダメだ」であった。

## 著書
- 『一無政府主義者の回想』（1965年、平凡社、全国書誌番号:65004085）
- 『私の見た日本アナキズム運動史』（1969年、麦社、全国書誌番号:71005511）
  - 再版（1983年、啓衆新社、解題：白井新平、NCID BB14771360）